# John Henry (folklore)
Pour les articles homonymes, voir John Henry.
John Henry est un héros folklorique américain mythique. De nombreuses pièces de théâtre et de romans l’ont pris pour sujet, ainsi que des chansons, par exemple l'album John Henry de They Might Be Giants sorti en 1994, et plus récemment, l'album The Ballad of John Henry du bluesman électrique Joe Bonamassa, sorti en 2009.
Comme tant d’autres grands hommes comme Paul Bunyan, Pecos Bill ou Iron John, John Henry constitue la représentation mythique d’un groupe spécifique dans le melting-pot de la classe ouvrière du XIXe siècle.  
Dans l’histoire la plus répandue, John Henry vient au monde grand et fort. Il devient en grandissant l’un des plus grands « pousseurs d’acier » dans l’effort entrepris au milieu du siècle pour prolonger le chemin de fer vers l’Ouest à travers les montagnes. 
L’histoire raconte comment, la machine supplantant de plus en plus la force humaine, le propriétaire du chemin de fer achète un marteau à vapeur pour effectuer le travail de ses équipes, en majorité des Noirs. Dans un pari destiné à sauvegarder son emploi et celui de ses équipiers, John Henry défie l’inventeur : John Henry contre le marteau à vapeur.
Il gagne, mais, à l’issue du pari, sujet à une crise cardiaque, il meurt. Les portraits classiques représentent John Henry fixant les rails avec de longs clous, mais les vieilles chansons se réfèrent plutôt à lui perforant la roche pour y placer des charges explosives, ce qui constituait une des tâches de creusement des tunnels.
Qu’il s’agisse ou non d’un personnage réel, John Henry devint un symbole majeur du travailleur. Son histoire est perçue comme l’illustration archétypique et tragique de la futilité qu’il y a à combattre le progrès technique, si évident dans le déclin des labeurs traditionnels. Quelques défenseurs du travail interprètent sa légende en disant que, même en étant le travailleur le plus héroïque dans les pratiques respectées, la direction est plus intéressée par l’efficacité et la production que par la santé et le bien-être des ouvriers. C’est ainsi que John Henry a été un thème rebattu par la gauche, les syndicats et la contre-culture américaine pendant près d’un siècle.

## Critique historique

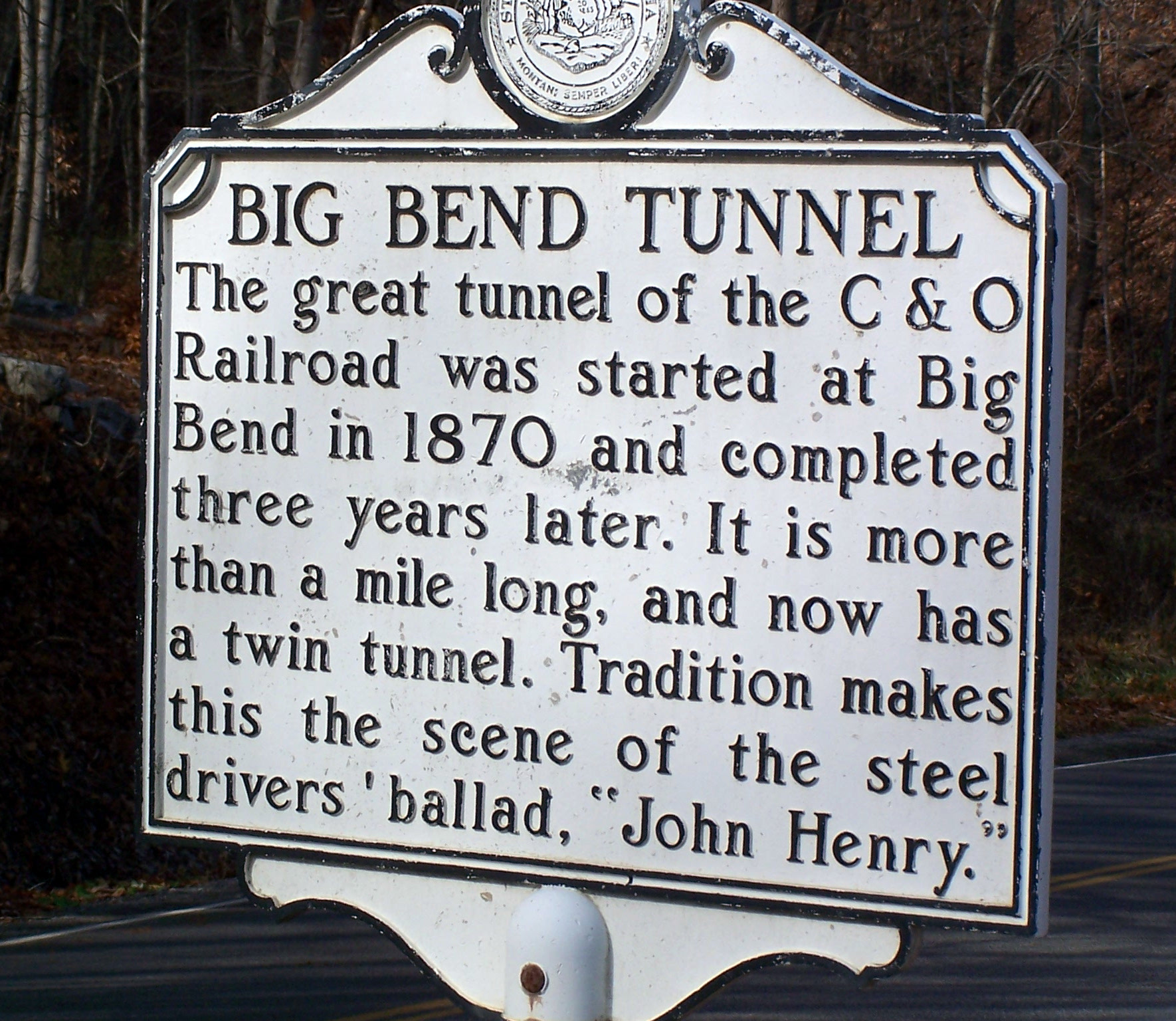
Panneau présentant le tunnel de Big Bend John Henry, où la compétition aurait eu lieu.

La vérité sur John Henry s’est obscurcie avec le temps et les mythes, mais la légende dit qu’il est né esclave en Alabama dans les années 1840, et qu’il a défié le marteau à vapeur sur le Chesapeake and Ohio Railway à Talcott en Virginie-Occidentale.
Une statue et une plaque demeurent le long d’une route, au sud de Talcott, qui croise un tunnel où la compétition aurait eu lieu.
En 2006, Scott Reynolds Nelson publie Steel Drivin' Man : John Henry, the Untold Story of an American Legend dans lequel il tente de prouver que la légende de John Henry s'inspire d'une histoire vraie. Il retrouve la trace d'un ancien soldat de l'Union originaire du New Jersey emprisonné en 1869 pour vol au Virginia State Penitentiary sous le matricule 497, John William Henry. Ce dernier est employé avec plusieurs autres détenus par la compagnie de chemin de fer Chesapeake & Ohio Railway, avant de disparaître des archives de la prison en 1874, probablement mort de silicose. La légende évoque une "maison blanche", qui pourrait correspondre à la couleur du bâtiment principal de la prison. En 1992, les restes de près de 300 corps sont retrouvés à proximité de l'emplacement de la prison, pouvant prouver l'inhumation de détenus ayant possiblement travaillé sur les chantiers de chemin de fer.
Nelson retrace également les réutilisations politiques de la figure de John Henry, utilisée notamment à des fins de propagande à travers l'histoire par le gouvernement américain, notamment pour promouvoir la politique des grands travaux de la période du New Deal et durant la Seconde guerre mondiale pour personnifier la résistance contre le nazisme. Nelson souligne également que la grande plasticité du mythe a permis sa réutilisation par différents courants politiques, pouvant à la fois être revendiquée comme une incarnation du prolétariat américain ou comme le symbole de la résistance contre la ségrégation.

## Culture populaire
- Leadbelly, Sonny Terry, Brownie McGhee, Woody Guthrie, Ralph Stanley, Bill Monroe, Big Bill Broonzy, Odetta, Johnny Cash, John Renbourn, Harry Belafonte, Shane Daniel, Pete Seeger, Songs: Ohia, Bruce Springsteen, Cuff the Duke, Joe Bonamassa, entre autres, ont interprété des chansons sur le thème de la légende de John Henry. Par exemple Spike Driver's Blues interprétée (entre autres) par Mississippi John Hurt (1928) : « This is the hammer that killed John Henry, but it won't kill me, won't kill me, won't kill me ».
- Hugues Aufray, en juillet 2020 sur son album Autoportrait, sort une version française du standard La Ballade de John Henry.
- John Henry Irons, dit « Steel » ou « Man of Steel » (« Acier » ou « (L')Homme d'acier »), est un super héros de DC Comics, ami de Superman, imaginé en 1993 par Louise Simonson et Jon Bogdanove qui se sont inspirés de Henry et de Superman pour sa création.
- Le personnage dénommé initialement « Le Turc » devient John Henry à partir de l’épisode 10 de la saison 2 de Terminator : Les Chroniques de Sarah Connor.
- Dans l'histoire du jeu vidéo en ligne Team Fortress 2, John Henry était le « Heavy » de l'équipe BLU originelle.
- Dans Basquiat (1996) de Julian Schnabel, Benny Dalmau, joué par Benicio Del Toro, fait découvrir au peintre la légende et sa possible analogie avec son parcours personnel, l'avertissant aussi de la fin de Henry.
- Pour le cinquantenaire de Captain America (Mars 1991) dans les Marvel Comics, durant une aventure intitulée Au rang des légendes écrite par Mark Gruenwald et dessinée par Ron Lim, Captain America atterrit dans un monde parallèle où il croise toutes les légendes des États-Unis dont John Henry. L'historien Scott Reynolds Nelson avance que le personnage de Captain America lui-même aurait été inspiré en partie de la figure de John Henry[2].
- Dans l'album de son retour Man Against Machine (en), sorti en 2014, Garth Brooks cite John Henry dans la chanson qui donne son titre à l'album.
- John Henry est l'un des protagonistes du film America : Le Film, dans lequel il aide George Washington à mener la Guerre d'indépendance des États-Unis contre le roi Jacques.